# Avenue of the Giants
De Avenue of the Giants, beheerd door Caltrans onder de naam California State Route 254, afgekort CA 254 of SR 254, is een toeristische weg (een zogenaamde scenic highway) in Noord-Californië in de Verenigde Staten. De weg is 51,5 km lang en loopt door het Humboldt Redwoods State Park in Humboldt County. De SR 254 was vroeger onderdeel van de U.S. Route 101, maar in de jaren 1960 is er een nieuwe weg voor de U.S. 101 aangelegd. Het zuidelijke beginpunt is het knooppunt Sylvandale met de U.S. 101, ten noorden van Garberville, en het noordelijke beginpunt is het knooppunt met de U.S. 101 ten zuiden van Stafford.
1 · 
2 · 
3 · 
4 · 
7 · 
9 · 
11 · 
12 · 
13 · 
14 · 
15 · 
16 · 
17 · 
18 · 
19 · 
20 · 
22 · 
23 · 
24 · 
25 · 
26 · 
27 · 
28 · 
29 · 
32 · 
33 · 
34 · 
35 · 
36 · 
37 · 
38 · 
39 · 
41 · 
43 · 
44 · 
45 · 
46 · 
47 · 
49 · 
51 · 
52 · 
53 · 
54 · 
55 · 
56 · 
57 · 
58 · 
59 · 
60 · 
61 · 
62 · 
63 · 
65 · 
66 · 
67 · 
68 · 
70 · 
71 · 
72 · 
73 · 
74 · 
75 · 
76 · 
77 · 
78 · 
79 · 
82 · 
83 · 
84 · 
85 · 
86 · 
87 · 
88 · 
89 · 
90 · 
91 · 
92 · 
94 · 
96 · 
98 · 
99 · 
103 · 
104 · 
107 · 
108 · 
109 · 
110 · 
111 · 
112 · 
113 · 
114 · 
115 · 
116 · 
118 · 
119 · 
120 · 
121 · 
123 · 
124 · 
125 · 
126 · 
127 · 
128 · 
129 · 
130 · 
131 · 
132 · 
133 · 
134 · 
135 · 
136 · 
137 · 
138 · 
139 · 
140 · 
142 · 
144 · 
145 · 
146 · 
147 · 
149 · 
150 · 
151 · 
152 · 
153 · 
154 · 
155 · 
156 · 
158 · 
160 · 
161 · 
162 · 
164 · 
165 · 
166 · 
167 · 
168 · 
169 · 
170 · 
172 · 
173 · 
174 · 
175 · 
177 · 
178 · 
180 · 
182 · 
183 · 
184 · 
185 · 
186 · 
187 · 
188 · 
189 · 
190 · 
191 · 
192 · 
193 · 
197 · 
198 · 
200 · 
201 · 
202 · 
203 · 
204 · 
207 · 
210 · 
211 · 
213 · 
216 · 
217 · 
218 · 
219 · 
220 · 
221 · 
222 · 
223 · 
227 · 
229 · 
232 · 
233 · 
236 · 
237 · 
238 · 
241 · 
242 · 
243 · 
244 · 
245 · 
246 · 
247 · 
253 · 
254 · 
255 · 
259 · 
260 · 
261 · 
262 · 
263 · 
265 · 
266 · 
267 · 
269 · 
270 · 
271 · 
273 · 
275 · 
281 · 
282 · 
283 · 
284 · 
299 · 
330 · 
371 · 
710 · 
905